# Alimento de origem animal

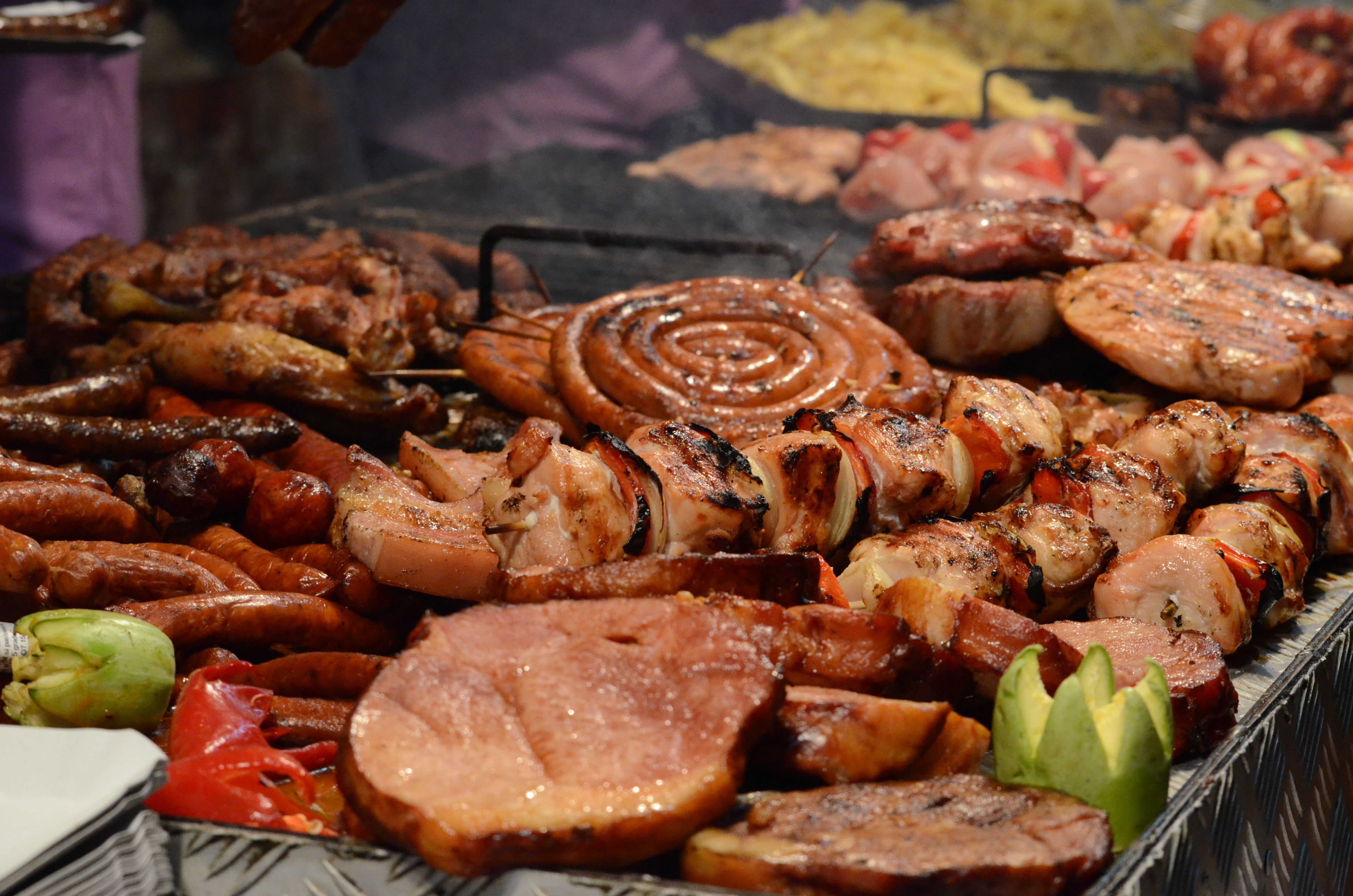
Churrasco; típico banquete à base de alimentos de origem animal, rico em proteína e vitamina B12.

Alimentos de origem animal são todos os alimentos de origem direta ou indireta dos animais. Inclui nesse grupo alimentos como mel, leite, ovos, carnes, queijo, entre outros.

## Nutrição

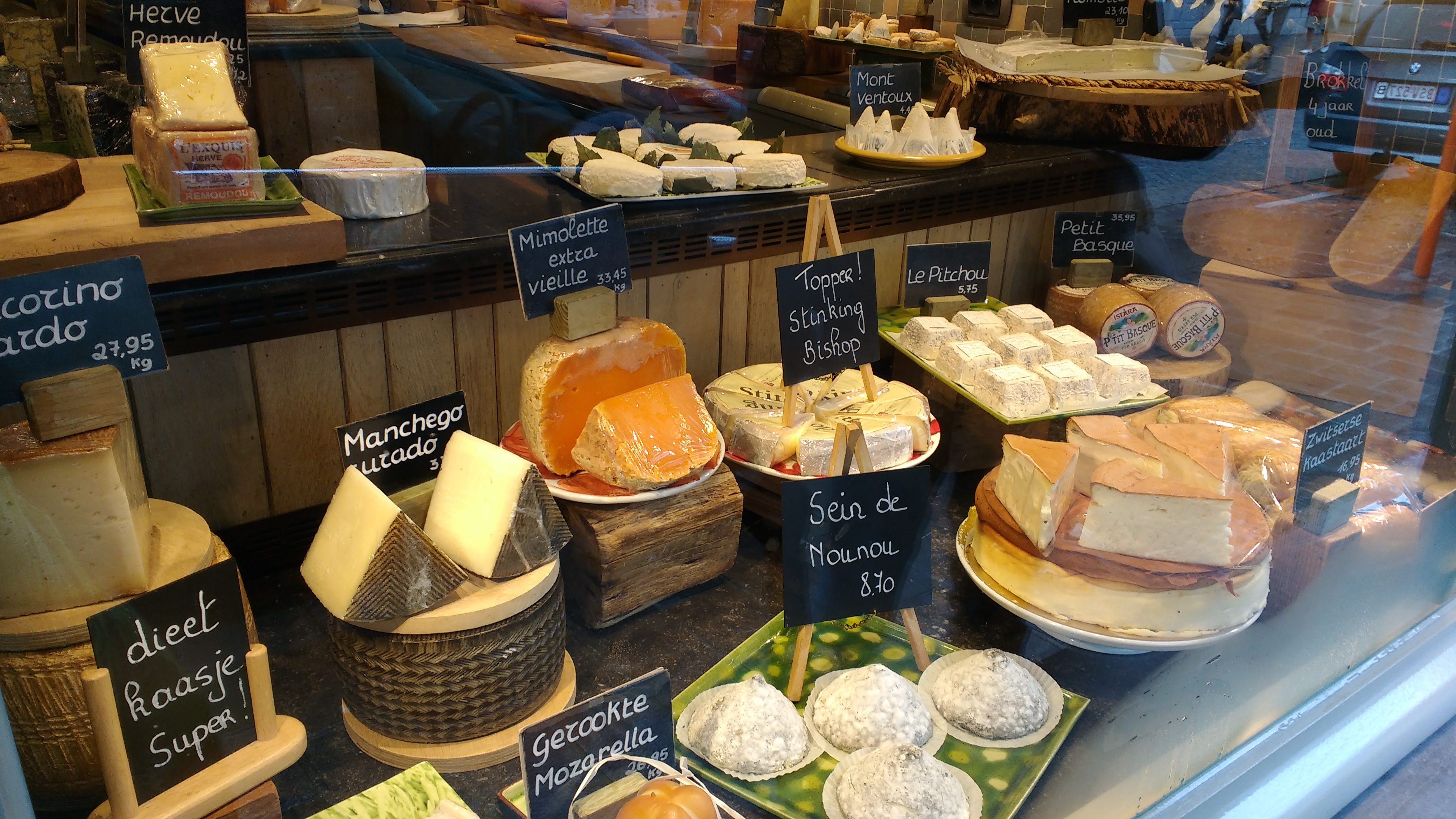
Queijo, alimento de origem animal fonte de vitamina K_{2}, que aumenta a absorção do cálcio pelo organismo.

Salvo a vitamina A, vitamina B12, vitamina K2, a vitamina D, e os ácidos graxos do tipo ômega 3, ácido docosa-hexaenoico (DHA) e ácido eicosapentaenoico (EPA), todas vitaminas encontrada em alimentos de origem animal, podem ser encontradas e substituídas por fontes derivadas dos vegetais. Exemplo do tofu para substituir a carne (ambos contém proteínas em quantidades suficientes), e algas e vegetais, respectivamente Kombi e o kale podem substituir o leite (ambos contém cálcio em quantidades suficientes). Contudo, alimentos de origem vegetal não possuem menaquinona (vitamina K2), que é a substância responsável por dar o direcionamento correto para o cálcio no organismo. Sendo assim, o cálcio proveniente dos alimentos de origem vegetal pode não ir para os ossos e dentes, mas para artérias, o que pode causar problemas cardiovasculares.
Há alguns nutrientes que são raro encontra em quantidade suficiente em alimentos baseados em plantas. Um exemplo pode ser o zinco, encontrado na semente de abóbora, que possui excelentes propriedades digestivas. O crescimento das fibras nesta alimentação pode trazer certas dificuldades de absorção. Algumas deficiências são possíveis se o vegetarianos não tomar cuidado na disposição de ingerir quantidades suficientes dessas plantas. Uma boa maneira de encontrar esses alimento e efetuar suas substituições para um bom equilíbrio dos nutrientes, são as tabelas de análises efetuadas por algumas organização, a exemplo de nutritiondata.com.

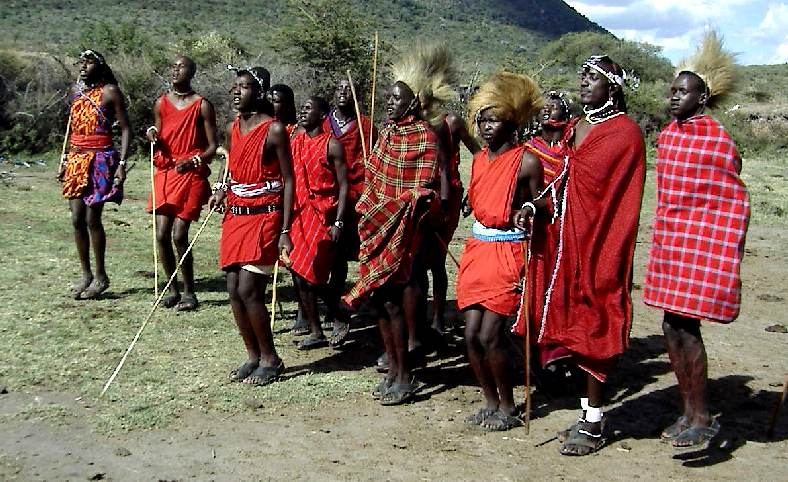
Masai, exemplo de povo que vive à base de alimentos de origem animal.

A maior parte dos humanos são onívoros, ainda que algumas civilizações possuem dieta estritamente animal, como é o caso dos povos Inuítes e Masai. Embora uma dieta saudável seja formada por absorção de todos nutrientes essenciais, é possível conseguir esse quadro consumindo apenas plantas (com a devida suplementação das vitaminas citadas), algumas populações são incapazes de consumir quantidades adequadas dessa variedades de plantas que contenha quantidade significativa dos nutriente com concentração adequada. Frequentemente, a maior parte da população vulnerável para consumo de macro e micronutriente são mulheres grávidas, criança e adolescente de países em desenvolvimento. No anos 80 a organização Nutrition Collaborative Research Support Program (NCRSP) notou que seis micronutrientes estavam muito baixo na maior parte da dieta de crianças em áreas do Egito, México, e Venia. Esses seis nutrientes são vitamina A, vitamina B12, riboflavina, cálcio, ferro e zinco. Alimentos de origem animal são as únicas fontes de Vitamina B12.

### Fontes alimentares

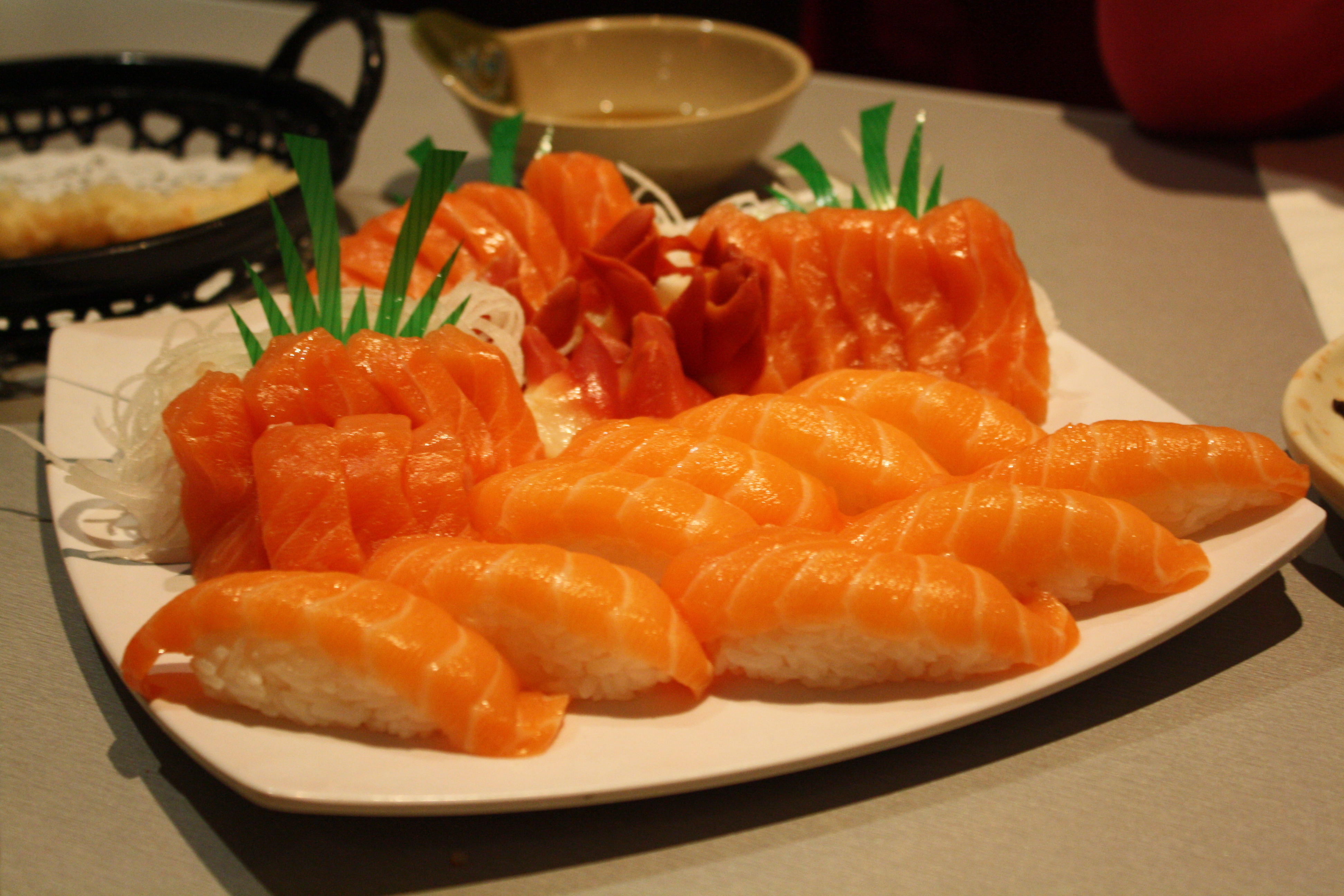
Salmão, rico em ômega 3 do tipo DHA e EPA e em vitamina D.

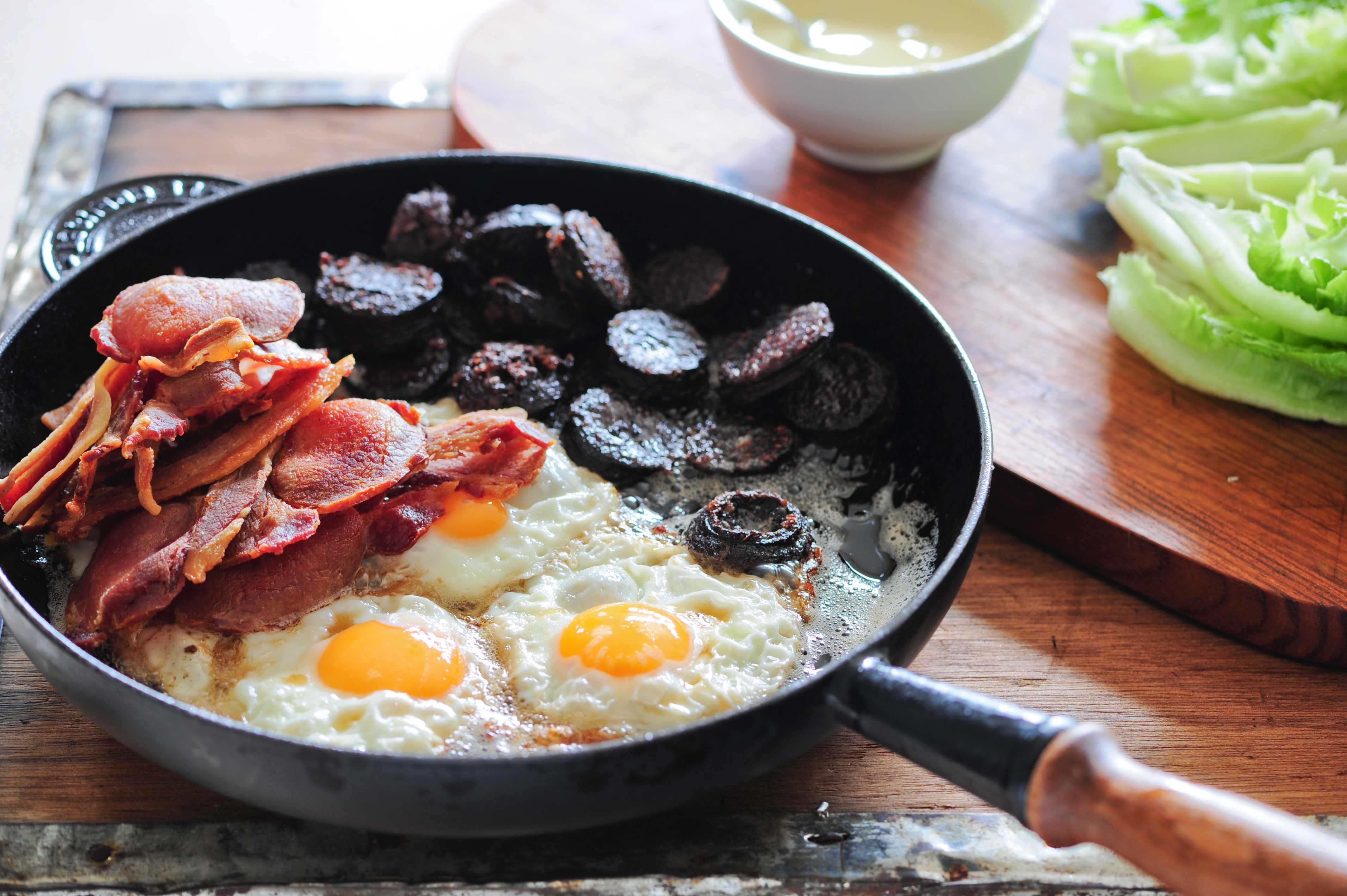
Bacon, rico em colina e selênio e ovos, o alimento completo.